# Thomas Enqvist
Thomas Enqvist, né le 13 mars 1974 à Stockholm, est un ancien joueur de tennis professionnel suédois.

## Carrière
Il commence le tennis dès l'âge de cinq ans, devient champion du monde juniors et dès lors en 1991, il commence sa carrière sur le circuit professionnel. Arrivé donc sur le circuit ATP en 1991, il a remporté 19 tournois ATP. Il a longtemps été considéré comme un grand espoir du tennis suédois dans la lignée des Stefan Edberg ou Björn Borg, restant de nombreuses années dans le top 10, mais n'a jamais vraiment confirmé. Sa carrière fut freinée par ses blessures récurrentes aux jambes.
Il se qualifie avec la Suède en finale de la Coupe Davis en 1996 et la gagne en 1997. Il est très régulier jusqu'en 2001, finissant 4 années dans le top 10, et gagnant durant 6 années consécutives au moins un titre à l'ATP.
Il a notamment gagné des tournois comme Bercy en 1996, Cincinnati en 2000, mais aussi atteint la finale de l'Open d'Australie en 1999 perdue face à Ievgueni Kafelnikov. Il atteint le quatrième rang mondial en 1999, ce qui fut son meilleur classement.
Il a en outre réussi à battre dans sa carrière des joueurs comme Pete Sampras, Andre Agassi (5 fois), Juan Carlos Ferrero ou encore Andy Roddick.
Il annonce son départ à la retraite en avril 2006.
Il succède à Mats Wilander le 22 octobre 2009 à la tête de l'équipe masculine de Coupe Davis.
Depuis la saison 2009, il joue à l'Atp des seniors (champions tour) et reste sur 16 victoires consécutives (un record en cours sur ce circuit) à la suite de ses victoires à São Paulo, à Paris (trophée Lagardère), à Chengdu et à Bogota en 2010. Il gagne, entre autres, contre des joueurs comme Ievgueni Kafelnikov, John McEnroe, Michael Chang, Goran Ivanišević ou encore Sergi Bruguera.

## Palmarès

### En simple messieurs
| 19 titres en simple | 0 G. Chelem | 0 G. Chelem | 0 G. Chelem | 0 G. Chelem | 0 Masters  | 0 Masters  | 0 Masters   | 0 Masters   | 3 Masters 1000 | 3 Masters 1000 | 3 Masters 1000 | 3 Masters 1000 | 2 ATP 500          | 2 ATP 500          | 2 ATP 500          | 2 ATP 500          | 14 ATP 250         | 14 ATP 250         | 14 ATP 250     | 14 ATP 250     | 0 JO           | 0 JO           | 0 JO           | 0 JO           |
| 19 titres en simple | 13 sur dur  | 13 sur dur  | 13 sur dur  | 13 sur dur  | 13 sur dur | 13 sur dur | 0 sur gazon | 0 sur gazon | 0 sur gazon    | 0 sur gazon    | 0 sur gazon    | 0 sur gazon    | 2 sur terre battue | 2 sur terre battue | 2 sur terre battue | 2 sur terre battue | 2 sur terre battue | 2 sur terre battue | 4 sur moquette | 4 sur moquette | 4 sur moquette | 4 sur moquette | 4 sur moquette | 4 sur moquette |

## Parcours dans les tournois duGrand Chelem

### Finale (1)
| Année | Tournoi          | Adversaire en finale | Score               |
| 1999  | Open d'Australie | Ievgueni Kafelnikov  | 6-4, 0-6, 3-6, 61-7 |

### En simple
| Année | Open d'Australie | Open d'Australie | Internationaux de France | Internationaux de France | Wimbledon       | Wimbledon        | US Open         | US Open    |
| ----- | ---------------- | ---------------- | ------------------------ | ------------------------ | --------------- | ---------------- | --------------- | ---------- |
| 1992  | 2e tour (1/32)   | J. Courier       | —                        | —                        | —               | —                | —               | —          |
| 1993  | 1er tour (1/64)  | S. Bruguera      | 1er tour (1/64)          | C. Arriens               | 1er tour (1/64) | A. Foster        | 1/8 de finale   | P. Sampras |
| 1994  | 2e tour (1/32)   | X. Daufresne     | 1er tour (1/64)          | D. Wheaton               | —               | —                | 3e tour (1/16)  | T. Muster  |
| 1995  | 3e tour (1/16)   | M. Larsson       | 1er tour (1/64)          | A. Boetsch               | 1er tour (1/64) | A. Järryd        | 2e tour (1/32)  | B. Black   |
| 1996  | 1/4 de finale    | M. Woodforde     | 1er tour (1/64)          | R. Reneberg              | 2e tour (1/32)  | M. Washington    | 1/8 de finale   | T. Muster  |
| 1997  | 1/8 de finale    | M. Ríos          | —                        | —                        | —               | —                | —               | —          |
| 1998  | 2e tour (1/32)   | M. Ríos          | 3e tour (1/16)           | F. Dewulf                | 3e tour (1/16)  | P. Sampras       | —               | —          |
| 1999  | Finale           | I. Kafelnikov    | 2e tour (1/32)           | C. Ruud                  | 3e tour (1/16)  | P. Rafter        | 1er tour (1/64) | T. Haas    |
| 2000  | 1er tour (1/64)  | R. Fromberg      | 3e tour (1/16)           | A. Costa                 | 1/8 de finale   | J.-M. Gambill    | 1/8 de finale   | L. Hewitt  |
| 2001  | —                | —                | 1/8 de finale            | J. C. Ferrero            | 1/4 de finale   | P. Rafter        | 1er tour (1/64) | B. Phau    |
| 2002  | 2e tour (1/32)   | J. Björkman      | 2e tour (1/32)           | P. Srichaphan            | 2e tour (1/32)  | M. Philippoussis | 3e tour (1/16)  | T. Haas    |
| 2003  | 1er tour (1/64)  | G. Gaudio        | 1er tour (1/64)          | A. Clément               | 1er tour (1/64) | S. Grosjean      | 2e tour (1/32)  | N. Massú   |
| 2004  | 3e tour (1/16)   | A. Agassi        | 3e tour (1/16)           | G. Gaudio                | 3e tour (1/16)  | S. Schalken      | 2e tour (1/32)  | A. Peya    |
| 2005  | 1er tour (1/64)  | M. Tabara        | 1er tour (1/64)          | L. Dlouhý                | 1er tour (1/64) | Lee H-t.         | —               | —          |

N.B. : à droite du résultat se trouve le nom de l'ultime adversaire.

## Parcours dans lesMasters 1000
| Année | Indian Wells              | Miami                     | Monte-Carlo          | Rome                      | Hambourg             | Canada                      | Cincinnati               | Stockholm puis Essen puis Stuttgart puis Madrid | Paris                    |
| ----- | ------------------------- | ------------------------- | -------------------- | ------------------------- | -------------------- | --------------------------- | ------------------------ | ----------------------------------------------- | ------------------------ |
| 1991  | —                         | —                         | —                    | —                         | —                    | —                           | —                        | 1er tour T. Woodbridge                          | —                        |
| 1992  | —                         | —                         | —                    | —                         | —                    | —                           | —                        | 1/8 de finale G. Forget                         | —                        |
| 1993  | —                         | 1er tour J. Tarango       | 1er tour P. Haarhuis | —                         | 1er tour J. Sánchez  | —                           | —                        | 1er tour C. Bergström                           | —                        |
| 1994  | —                         | —                         | —                    | —                         | —                    | 1/4 de finale J. Courier    | 1/8 de finale A. O'Brien | 2e tour M. Stich                                | —                        |
| 1995  | 1/8 de finale A. Agassi   | 1/8 de finale J. Yzaga    | 2e tour À. Corretja  | —                         | —                    | 1/2 finale P. Sampras       | 1/2 finale A. Agassi     | 1/4 de finale Washington                        | 2e tour J. Hlasek        |
| 1996  | 2e tour P. Haarhuis       | 2e tour V. Spadea         | 2e tour S. Schalken  | 1/8 de finale A. Gaudenzi | —                    | 1/4 de finale W. Ferreira   | 1/2 finale M. Chang      | 1/8 de finale Bo. Becker                        | Victoire I. Kafelnikov   |
| 1997  | 2e tour C. Woodruff       | 2e tour D. Nestor         | 2e tour B. Ulihrach  | —                         | —                    | 1/4 de finale I. Kafelnikov | 2e tour V. Spadea        | 2e tour P. Rafter                               | 1/2 finale J. Björkman   |
| 1998  | 1/4 de finale G. Rusedski | 1/4 de finale M. Ríos     | 1er tour A. Costa    | 1er tour P. Sampras       | —                    | —                           | —                        | —                                               | 1er tour G. Pozzi        |
| 1999  | 1er tour M. Safin         | 1/2 finale R. Krajicek    | 2e tour F. Clavet    | 1er tour N. Kiefer        | —                    | 1er tour A. Clément         | 2e tour C. Woodruff      | Victoire R. Krajicek                            | 1/8 de finale J. Courier |
| 2000  | Finale À. Corretja        | 1/8 de finale N. Lapentti | 2e tour R. Krajicek  | 1/8 de finale L. Hewitt   | 2e tour F. Clavet    | 1/8 de finale J. Novák      | Victoire T. Henman       | 2e tour W. Ferreira                             | 2e tour G. Pozzi         |
| 2001  | 2e tour G. Ivanišević     | 3e tour J.-M. Gambill     | 2e tour S. Schalken  | 2e tour N. Kiefer         | 1er tour T. Martin   | 1er tour N. Kiefer          | 1er tour N. Kiefer       | 1/4 de finale I. Kafelnikov                     | 2e tour T. Johansson     |
| 2002  | 1/4 de finale L. Hewitt   | 3e tour F. Squillari      | 1er tour J. I. Chela | 1/8 de finale C. Moyà     | 1er tour F. Mantilla | 1er tour J. C. Ferrero      | 1/8 de finale A. Agassi  | —                                               | —                        |
| 2003  | 1er tour A. Roddick       | 3e tour M. Philippoussis  | —                    | 1er tour D. Hrbatý        | —                    | —                           | 2e tour M. Mirnyi        | 2e tour F. Mantilla                             | —                        |
| 2004  | 1er tour T. Haas          | 1er tour N. Lapentti      | 1er tour G. Coria    | —                         | —                    | 1er tour R. Söderling       | 1er tour G. Rusedski     | —                                               | 1er tour G. Monfils      |
| 2005  | 3e tour T. Robredo        | 1er tour Lee H-t.         | —                    | —                         | —                    | —                           | —                        | —                                               | —                        |

N.B. : sous le résultat se trouve le nom de l’ultime adversaire.